# Bill Hicks
Bill Hicks (rojen William Melvin Hicks), ameriški stand-up komik, satirik in glasbenik, * 16. december 1961, Valdosta, Georgia, ZDA † 26. februar 1994, Little Rock, Arkansas, ZDA.
Vsebina Hicksovih nastopov je bila temačna in jezna. Govoril je predvsem o politiki in problemih družbe. Bill Hicks velja za enega največjih stand-up komikov vseh časov.